# Juan Enrique García
Juan Enrique García (Tumeremo, 16 april 1970) is een  voormalig voetballer uit Venezuela, die bij voorkeur als centrale aanvaller speelde. García was vijfmaal topscorer in de hoogste afdeling van zijn vaderland, de Primera División Venezolana. Hij beëindigde zijn actieve loopbaan in 2013 bij de Venezolaanse club Deportivo La Guaira.

## Interlandcarrière
García speelde 49 interlands voor het Venezolaans voetbalelftal. Onder leiding van bondscoach Ratomir Dujković maakte hij zijn debuut voor de nationale ploeg op 23 januari 1993 in de vriendschappelijke thuiswedstrijd tegen Peru (0-0). Hij nam driemaal deel aan de strijd om de Copa América: 1993, 1995 en 1999.

## Erelijst
Minerven El Callao
- Primera División Venezolana

1996
 Caracas FC
- Primera División Venezolana

1997
 Atlético Zulia
- Primera División Venezolana

1998
 Nacional Táchira
- Primera División Venezolana

2002